# Sigma Cassiopeiae
Sigma Cassiopeiae es una estrella binaria ubicada en la constelación de Casiopea. Su distancia es de aproximadamente de 1520 años luz de la Tierra y tiene una magnitud aparente combinada de +4.88.
El componente primario, σ Cassiopeiae A , es una gigante blanco-azulada de tipo-B , con magnitud aparente de +5.0.Su compañera ,σ Cassioipeiae B , es una enana blanco-azulada de tipo-B , con una magnitud aparente de +7.1. Las dos estrellas tienen 3.1 segundo de arco.
- Datos: Q3304293